# Жировий некроз
Жировий некроз — це некроз, що вражає жирову тканину. Цей термін добре закріпився в медичній термінології, попри те, що він не позначає конкретної моделі некрозу. Жировий некроз може виникнути внаслідок різних пошкоджень жирової тканини, включаючи: фізичну травму, ферментативне розщеплення адипоцитів ліпазами, променеву терапію, гіпоксію або запалення підшкірного жиру (панікуліт).
Макроскопічно жировий некроз проявляється нерівномірною, крейдоподібно-білою ділянкою всередині нормальної жирової тканини.

## Патофізіологія

### Травма
Травматичне пошкодження жирової тканини вивільняє з адипоцитів накопичений жир та ліпази. Позаклітинний жир потім викликає швидку запальну реакцію, приваблюючи макрофаги та поліморфноядерні лейкоцити, які починають його фагоцитувати. Цей процес зрештою призводить до фіброзу. Некротична тканина може утворити масу, що можна пропальпувати (особливо якщо вона розташована на поверхневій ділянці, такій як молочна залоза).
Травматичний жировий некроз зазвичай уражає молочну залозу та може нагадувати пухлину (особливо у випадку кальцифікації некротичної маси).

### Ферментативне травлення
Такі захворювання підшлункової залози, як гостре запалення, рак та травма призводять до вивільнення панкреатичної ліпази, яка перетравлює жир з утворенням вільних жирних кислот, що згодом з'єднуються з кальцієм, утворюючи милоподібні осади.
Хоча перипанкреатична область уражається найчастіше (через прямий контакт з ферментами), пов'язаний з цим жировий некроз може виникати по всьому тілу в підшкірній клітковині, суглобах кистей і стоп, а також кістковому мозку. Ці позапанкреатичні ускладнення відомі як панкреатичний панікуліт.

## Клінічне значення

### Жировий некроз молочної залози

#### Причини
Приклади деяких причин включають:
- Травма грудей (наприклад, пошкодження ременем безпеки внаслідок автомобільної аварії)
- Хірургія грудей
  - Тонкоголкова аспіраційна біопсія та цитологія (ТАБ, ТАЦ)
  - Радіотерапія
  - Лампектомія
  - Редукціонна мамопластика
  - Реконструкція грудей
- Захворювання підшлункової залози
  - Гострий панкреатит
  - Рак підшлункової залози
  - Травма підшлункової залози
- Деякі форми панікуліту
  - Некроз підшкірного жиру у новонароджених
  - Хвороба Вебера-Крістіана
- Вузликовий поліартеріїт[6][7]

#### Епідеміологія
Жировий некроз у грудях трапляється приблизно в 0,6 %, що становить 2,75 % уражень, які зрештою є доброякісними. Однак 0,8 % жирового некрозу виникає внаслідок пухлин молочної залози, 1–9 % — під час хірургічного зменшення грудей. До групи високого ризику належать жінки віком близько 50 років з обвислими грудьми.